# Cmentarz żydowski w Rusku
Cmentarz żydowski w Rusku określany czasem też jako Cmentarz żydowski w Darłowie – powstał w XIX wieku. Doznał poważnych zniszczeń podczas Nocy Kryształowej, skutkiem czego do naszych czasów zachowało się jedynie kilka nagrobków z połowy XIX wieku. Znajduje się we wsi Rusko koło Darłowa i zajmuje powierzchnię 0,12 ha. Część macew przeniesiono do lapidarium w Darłowie.